# Eparquía de Jagdalpur
La eparquía de Jagdalpur (en latín: Eparchia Jagdalpurensis y en inglés: Syro-Malabar Catholic Eparchy of Jagdalpur) es una circunscripción eclesiástica de la Iglesia católica en India. Se trata de una eparquía siro-malabar sufragánea de la arquidiócesis de Raipur. Desde el 16 de julio de 2013 su eparca es Joseph Kollamparampil, de los Carmelitas de la Bienaventurada Virgen María Inmaculada.

## Territorio y organización
La eparquía tiene 39 176 km² y extiende su jurisdicción sobre los fieles católicos (excepto los siro-malankaras) residentes en la división de Bastar (es decir los distritos de: Bastar, Sukma, Bijapur, Dantewada, Kanker, Kondagaon y Narayanpur). Es un territorio de misión exclusiva del clero siro-malabar.
La sede de la eparquía se encuentra en la ciudad de Jagdalpur, en donde se halla la Catedral de San José.
En 2021 en la eparquía existían 24 parroquias.

## Historia
Debido a la oposición de la Conferencia de Obispos de la India a que se erigieran circunscripciones separadas siro-malabares y siro-malankaras fuera de sus respectivos territorios propios, los papas erigioern exarcados apostólicos y eparquías regidas por el clero siro-malabar con plena jurisdicción sobre todos los fieles católicos en ellas. Esto fue así dado que más del 70 por ciento del total de misioneros que trabajan en diferentes partes de la India, es de la Iglesia siro-malabar.
El 23 de marzo de 1972 fue erigido el exarcado apostólico de Jagdalpur mediante la bula Indorum gentes historia del papa Pablo VI, separando territorio de la prefectura apostólica de Raipur (hoy arquidiócesis de Raipur). Fue confiado a los Carmelitas de la Bienaventurada Virgen María Inmaculada.

Indorum gentes historia, ante, religiose illustres inter Orientales, easdemque christianae fidei antiquitate claras, singulari semper benevolentia haec Romana Sedes complexa est; si quidem spes in ea residet fore ut multi ex eodem populo, sanctae religionis nostrae flexi veritate, pulchritudine, studio, et Christi saepta ingrediantur, et Ecclesiam sanctam atque catholicam laetissime augeant. Quam ob rem, cum Sacra Congregatio pro Ecclesiis Orientalibus, re, qua oporteret consideratione reputata, iisque auditis quos negotium posceret, ac potissimum Sacra Congregatione pro Gentium Evangelizatione seu de Propaganda Fide, bene fieri censuerit, si territorio civilis districtus nomine Bastar, ut dicunt, a Praefectura apostolica Raipurensi detracto, Exarchatus apostolicus conderetur ritus malabarensis, Nos haec omnia probantes, eo territorio, cuius mentionem fecimus, apostolicum Exarchatum Iagdalpurensem, constituimus, eiusque sedem in urbe Jagdalpur collocamus; quem praeterea Sodalibus Congregationis Carmelitarum Mariae Immaculatae concredimus, id hortantes ut ut nulli labori parcant Christi religioni proferendae. Novus Exarchatus ad normas iuris regatur, praesertim iuxta canones 266-387, per Litteras apostolicus Cleri sanctitati promulgatos die altero mensis iunii, anno MDCCCCLVII, sitque metropolitanae Sedi Bhopalensi suffraganeus.

El 26 de febrero de 1977 el papa Pablo VI elevó el exarcado apostólico al rango de eparquía con la bula Nobismet ipsis.

Cum igitur Sacra Congregatio pro Ecclesiis Orientalibus prudenter iudicaverit tempus esse opportunum ut Exarchatus Apostolicus Jagdalpurensis in Indiae finibus tolleretur ad Eparchiae dignitatem eoque agendo plenius consuleretur fidei Catholicae confirmationi nec non propagationi eisdem in locis, Nos ipsi rem pariter illam plurimum arbitramur prodesse posse optatae prosperitati crescentis istius Christiani populi. Quocirca simul comprobamus quae eadem Sacra Congregatio iam proposuit simul ex apostolica potestate Nostra commutamus Exarchatum Jagdalpurensem in condicionem et qualitatem Eparchiae, additis cunctis iuribus et oneribus talium dicionum ecclesiasticarum propriis, quae praesertim in Litteris Apostolicis inveniuntur « Cleri sanctitati » ubi a canone 392 ad canonem 526 continentur. Praeterea decernimus ut nova haec Eparchia Jagdalpurensis subdatur suffraganea metropolitanae Sedi Bhopalensi.

Originariamente sufragánea de la arquidiócesis de Bhopal, el 23 de febrero de 2004 pasó a ser sufragánea de la arquidiócesis de Raipur.
El 26 de marzo de 2015 el papa Francisco erigió dos circunscripciones eclesiásticas siro-malankaras (eparquía de San Juan Crisóstomo de Gurgaon y el exarcado apostólico de San Efrén de Khadki) con la bula Quo aptius consuleretur con el fin de cubrir todo el territorio de India ubicado fuera del territorio propio de la Iglesia católica siro-malankara. Desde entonces los fieles siro-malankaras de la jurisdicción de la eparquía de Jagdalpur pasaron a integrar la eparquía de San Juan Crisóstomo de Gurgaon.

## Estadísticas
Según el Anuario Pontificio 2022 la eparquía tenía a fines de 2021 un total de 11 719 fieles bautizados.
| Año                                                                             | Población            | Población | Población      | Sacerdotes | Sacerdotes    | Sacerdotes    | Bautizados por sacerdote | Diáconos permanentes | Religiosos | Religiosos | Parroquias |
| Año                                                                             | Bautizados católicos | Total     | % de católicos | Total      | Clero secular | Clero regular | Bautizados por sacerdote | Diáconos permanentes | Varones    | Mujeres    | Parroquias |
| ------------------------------------------------------------------------------- | -------------------- | --------- | -------------- | ---------- | ------------- | ------------- | ------------------------ | -------------------- | ---------- | ---------- | ---------- |
| 1980                                                                            | 1016                 | ?         | ?              | 24         |               | 24            | 42                       |                      | 39         | 72         | 3          |
| 1990                                                                            | 2737                 | 2 301 000 | 0.1            | 32         | 4             | 28            | 85                       |                      | 51         | 144        | 12         |
| 1999                                                                            | 4876                 | 2 271 314 | 0.2            | 50         | 4             | 46            | 97                       |                      | 88         | 198        | 11         |
| 2000                                                                            | 5309                 | 2 271 314 | 0.2            | 47         | 4             | 43            | 112                      |                      | 88         | 233        | 11         |
| 2001                                                                            | 5557                 | 2 672 651 | 0.2            | 56         | 6             | 50            | 99                       | 1                    | 88         | 244        | 11         |
| 2002                                                                            | 5870                 | 2 672 651 | 0.2            | 60         | 7             | 53            | 97                       | 1                    | 80         | 260        | 11         |
| 2003                                                                            | 6362                 | 2 673 651 | 0.2            | 55         | 7             | 48            | 115                      | 1                    | 75         | 254        | 11         |
| 2004                                                                            | 6345                 | 2 673 651 | 0.2            | 65         | 8             | 57            | 97                       | 1                    | 89         | 254        | 12         |
| 2006                                                                            | 6449                 | 2 743 630 | 0.2            | 72         | 12            | 60            | 89                       |                      | 86         | 260        | 12         |
| 2009                                                                            | 7869                 | 2 953 469 | 0.3            | 85         | 17            | 68            | 92                       |                      | 97         | 304        | 19         |
| 2013                                                                            | 8600                 | 3 200 000 | 0.3            | 86         | 22            | 64            | 100                      |                      | 99         | 290        | 23         |
| 2016                                                                            | 9100                 | 3 240 000 | 0.3            | 92         | 30            | 62            | 98                       |                      | 87         | 309        | 23         |
| 2019                                                                            | 10 300               | 3 375 000 | 0.3            | 95         | 36            | 59            | 108                      |                      | 75         | 370        | 24         |
| 2021                                                                            | 11 719               | 3 383 000 | 0.3            | 104        | 37            | 67            | 112                      |                      | 84         | 337        | 24         |
| Fuente: Catholic-Hierarchy, que a su vez toma los datos del Anuario Pontificio. |                      |           |                |            |               |               |                          |                      |            |            |            |

## Episcopologio
- Paulinus Jeerakath, C.M.I. † (23 de marzo de 1972-7 de agosto de 1990 falleció)
- Simon Stock Palathara, C.M.I. (16 de diciembre de 1992-16 de julio de 2013 retirado)
- Joseph Kollamparampil, C.M.I., desde el 16 de julio de 2013